# Целле (футбольний клуб)
Легкоатлетичний та спортивний клуб Целле (нім. Turn- und Sportverein Celle FC) — німецька футбольна команда з міста Целле, Нижня Саксонія. До завершення недавнього часу клуб виступав у Ландеслізі «Люнебург», шостому дивізіоні чемпіонату Німеччини. Але за підсумками сезону 2015/16 років команда посіла 15-те місце та вилетіла до Бецірксліги, сьомого дивізіону чемпіонату Німеччини.
Домашні матчі проводить на стадіоні «Гюнтер Фолькен Штадіон», який вміщує 11 000 глядачів.

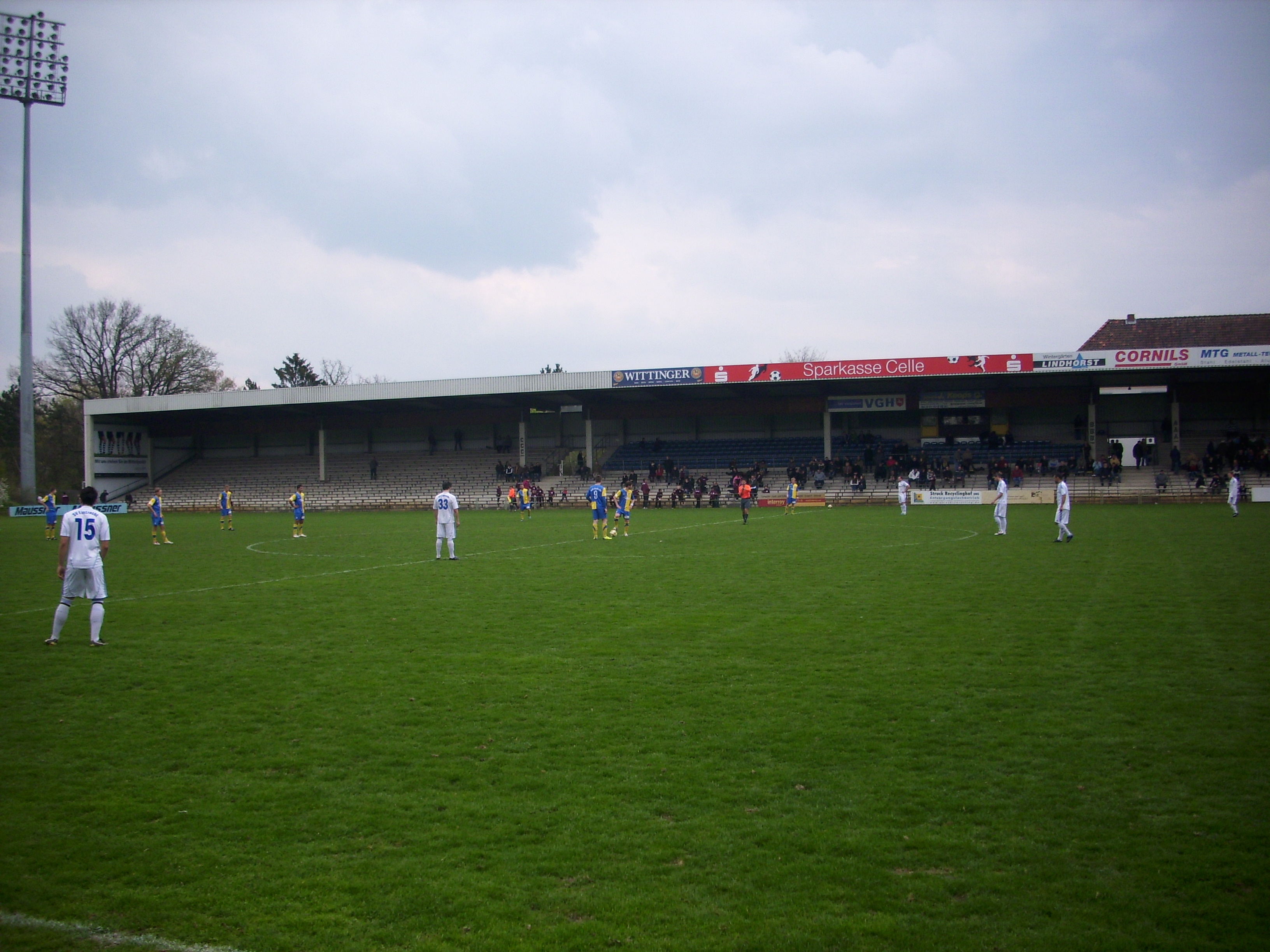
Гюнтер Фолькен Штадіон

## Досягнення
- Оберліга «Нижня Саксонія»
  -  Чемпіон (2): 1980/81, 1989/90

- Ландесліга «Люнебург»
  -  Чемпіон (1): 2003/04

- Кубок Нижньої Саксонії з футболу
  -  Володар (1): 1980/81

## Відомі гравці
- Крістіан Альдер
- Фабіан Гербер
- Бруно Акрапович
- Кріс Браун
- Мурад Бунуа
- Владан Милованович
- Бен Кроулі
- Шон Хендерсон
- Тейт Янні
- Стів Раммель
- Грег Швагер
- Кріс Веселка
- Фахід Дермеш
- Рамазан Ілдирим
- Руслан Романчук